# 山本本家
株式会社山本本家（やまもとほんけ）は京都市伏見区で清酒の製造販売、および居酒屋チェーン「鳥せい」を経営する製造会社である。

## 概要
創業は江戸時代の1677年（延宝5年）、現在の蔵は1868年（慶応4年/明治元年）に鳥羽・伏見の戦いで全焼し、同年に再建したものである。
仕込水は伏見七名水のひとつ、「白菊水」が使われ、鳥せい本店の横で勢いよく湧き出し、誰でも利用できる。
主要銘柄の「神聖」は、白楽天の漢詩にちなみ、ラベルの文字は富岡鉄斎の筆によるもの。ポスターには木村斯光の絵が採用されている。1962年（昭和37年）、当時の人気喜劇俳優・伴淳三郎をテレビCMに起用。「かあちゃん、いっぱいやっか」 と言うフレーズは大反響を呼び、全国的にブームを呼び起こした。
純米大吟醸「松の翠」は1980年（昭和55年）、表千家而妙斎千宗左宗匠が十四代家元を襲名する際に、それを祝って家元自ら命名、表千家の茶事で使用されている。また京都・嵐山の料亭「吉兆」でも使用されている高級酒である。
1989年に山本本家を中心に5つの酒蔵（山本本家（神聖）、向島酒造（ふり袖）、平和酒造（慶長）、豊澤本店（豊祝）、鶴正酒造（鶴正宗））が参画し、伏見銘酒協同組合を設立し、販売は自社で行いながら、旧山本本家の蔵で集約醸造を行っている。2010年に向島酒造が廃業し、本家にあたる北川本家が引き継いでからも、4社による集約醸造を継続している。

## 主な商品
- たれ口（冬期のみ）
- 生絞り原酒
- 松の翠
- 神聖
- かぐや姫
- 名誉冠
- 明ごころ

名誉冠・明ごころの旧醸造元だった『名誉冠酒造株式会社』は、1864年に山本本家から分家した『初代 山本辰右衛門』が創業した。山本辰右衛門は代々襲名され、1952年に個人経営を株式会社に組織変更、社名を株式会社 山本辰右衛門商店に改称。1975年に名誉冠酒造株式会社に改称し、1995年に酒造業から撤退した有井酒造の銘柄「明ごころ」をも継承したが、2005年春より元治元年に分家した際の本家である山本本家が2銘柄を継承している。

## 鳥せい・鳥せゑ
1976年、四条木屋町の焼き鳥店「鳥せゑ」（のち株式会社鳥せゑ）と共同で、酒蔵を改装した鳥料理店「鳥せい 本店」をオープンした。以降、株式会社鳥せいフランチャイズシステムズを通じたFC店を含め、関西地区を中心に以下の店舗を展開している。
なお、本店・四条木屋町・蛸薬師・京橋・西院・串焼き咲蔵（京都市伏見区）および串家物語アルプラザ高槻店（FC店）の経営は鳥せゑの経営。
京都タワーサンドのおよび今冬開店予定の枚方店の経営は有限会社鳥せい大阪の経営。その他はFC店である。

### 鳥せい
- 本店（京都市伏見区）
- 三条店（京都市中京区）
- 清水店（京都市東山区）
- 醍醐店（京都市伏見区）
- 淀店（京都市伏見区）
- 向日町店（向日市）
- 日立店（日立市）
- 小名浜店（いわき市）
- 京橋店（大阪市都島区）
- 京都タワーサンド店（京都市下京区）
- 八幡店（八幡市）
- 千代原口店（京都市西京区）
- 枚方店(大阪府枚方市)(2024年冬開店予定)

### 鳥せゑ
- 四条木屋町店（京都市下京区）
- 高槻店（高槻市）
- 蛸薬師店（京都市中京区）
- 札幌本店（札幌市中央区）
- 西院店（京都市中京区）
- 串家物語アルプラザ高槻店（フジオフードシステムのFC店）(大阪府高槻市）

### 過去に営業していた店舗

#### 鳥せい
- 宇治店（宇治市）
- 高萩店（高萩市）
- 西三荘店（門真市）
- 木津川店（八幡市）
- 天満橋店（大阪市中央区）

#### 鳥せゑ
- 祇園店（京都市東山区）
- 砂川店（砂川市）
- 吉田店（京都市左京区）